# Köprüköy

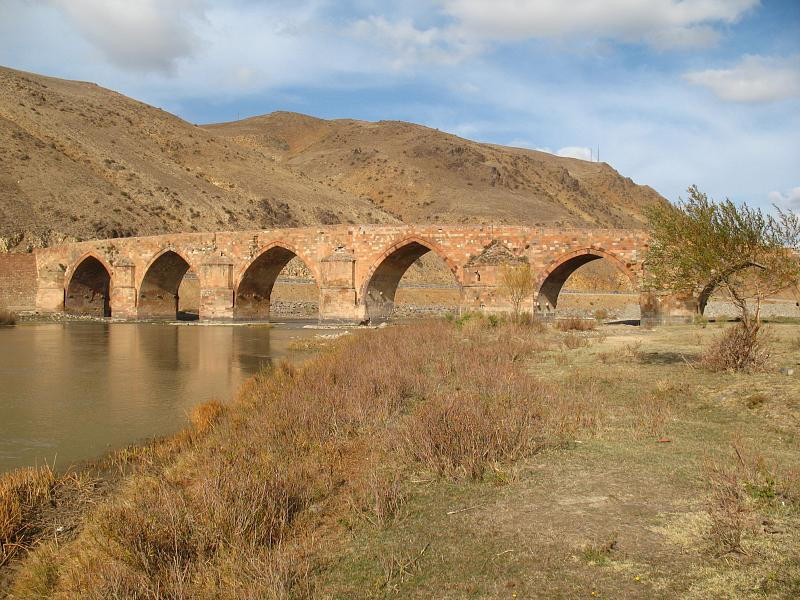
Çobandede-Brücke bei Köprüköy über den Aras

Köprüköy (dt.: „Brückendorf“, auch als Çobandede bekannt, Kurmandschi Avnîk, armenisch Կամուրջ Kamurdsch) ist eine Stadt im gleichnamigen Landkreis der türkischen Provinz Erzurum und gleichzeitig ein Stadtbezirk der 1993 geschaffenen Büyükşehir belediyesi Erzurum (Großstadtgemeinde/Metropolprovinz) im Nordosten der Türkei.

## Geographie
Der Landkreis Köprüköy liegt im Osten der Provinz Erzurum. Im Osten grenzt der Landkreis an Horasan, im Süden an Karayazı und im Westen und Norden an Pasinler. Die Kleinstadt Köprüköy liegt zwischen Horasan und Pasinler an einer Brücke über den Aras-Fluss. Die 200 Meter lange Brücke stammt aus der Zeit der Ilchane und wurde 1297 von Amir Tschupan errichtet. Durch Köprüköy führt die Europastraße 80 (Fernstraße D100), ebenso ist eine Anbindung an die Eisenbahnstrecke Erzurum-Kars vorhanden.

## Geschichte
Noch Anfang des 20. Jahrhunderts war der Ort von Armeniern bewohnt. In den letzten Jahren ist die Einwohnerzahl durch die massive Emigration der einheimischen Bevölkerung enorm gefallen. Köprüköy erhielt 1972 den Status einer Belediye (Gemeinde), als selbständiger Landkreis wurde Köprüköy 1990 vom Landkreis Pasinler abgespalten.

## Bevölkerung
Ende 2020 lag Köprüköy mit 15.587 Einwohnern auf dem 15. Platz der bevölkerungsreichsten Landkreise in der Provinz Erzurum. Die Bevölkerungsdichte liegt mit 20 Einwohnern je Quadratkilometer über dem Provinzdurchschnitt (30 Einwohner je km²).